# Троннер, Ханс
Ханс Троннер (нем. Hans Tronner; 25 июня 1883, Опава — 7 октября 1951) — австрийский легкоатлет, выступавший в метании диска и толкании ядра. Участник летних Олимпийских игр 1908 и 1912 годов.

## Биография
Ханс Троннер родился 25 июня 1883 года в австро-венгерском городе Троппау (сейчас Опава в Чехии).
Выступал в легкоатлетических соревнованиях за «Винер» из Вены. Восемь раз становился чемпионом Австрии: шесть раз в метании диска (1911, 1914—1916, 1918—1919), дважды в толкании ядра (1916, 1918).
В 1908 году вошёл в состав сборной Австрии на летних Олимпийских играх в Лондоне. Был заявлен в метании диска, метании диска греческим стилем и толкании ядра, но не вышел на старт.
В 1912 году вошёл в состав сборной Австрии на летних Олимпийских играх в Стокгольме. В метании диска занял 5-е место в квалификации, показав результат 41,24 метра и уступив 1,04 метра попавшему в финал с 3-го места Джиму Данкану из США. В метании диска двумя руками занял 13-е место в квалификации с результатом 66,66 метра, уступив 5,39 метра попавшему в финал с 3-го места Эльмеру Никландеру из Финляндии. Также был заявлен в метании молота, но не вышел на старт.
Умер 7 октября 1951 года.

## Личный рекорд
- Метание диска — 42,76 (1914)[1]